# Валь-д'Уаз
Валь-д'Уаз (фр. Val-d’Oise Валдва́з; дослівно — «Долина Уази») — густонаселений департамент на півночі центральної частини Франції, один із департаментів регіону Іль-де-Франс. 
Порядковий номер 95. Адміністративний центр — Понтуаз. Населення 1,136 млн осіб (15-е місце серед департаментів, дані 1999 р.).

## Географія
Площа території 1 246 км². 
Через департамент протікають річки Сена і її притока Уаза. 
Департамент об'єднує три округи, 39 кантонів і 185 комун.

## Історія
Департамент Валь-де-Марн був утворений 1 січня 1968 р. з частини території колишнього департаменту Сена і Уаза. Назва походить від річки Уаза.